# Żółtnica (gromada)
Żółtnica – dawna gromada, czyli najmniejsza jednostka podziału terytorialnego Polskiej Rzeczypospolitej Ludowej w latach 1954–1972.
Gromady, z gromadzkimi radami narodowymi (GRN) jako organami władzy najniższego stopnia na wsi, funkcjonowały od reformy reorganizującej administrację wiejską przeprowadzonej jesienią 1954 do momentu ich zniesienia z dniem 1 stycznia 1973, tym samym wypierając organizację gminną w latach 1954–1972.
Gromadę Żółtnica z siedzibą GRN w Żółtnicy utworzono – jako jedną z 8759 gromad na obszarze Polski – w powiecie szczecineckim w woj. koszalińskim na mocy uchwały nr 43/54 WRN w Koszalinie z dnia 5 października 1954. W skład jednostki weszły obszary dotychczasowych gromad Żółtnica i Drawień ze zniesionej gminy Szczecinek oraz wieś Wojnowo z dotychczasowej gromady Lubniczka ze zniesionej gminy Okonek w tymże powiecie. Dla gromady ustalono 15 członków gromadzkiej rady narodowej.
31 grudnia 1959 z gromady Żółtnica wyłączono wieś Wojnowo, włączając ją do gromady Lotyń w tymże powiecie, po czym gromadę Żółtnica zniesiono, a jej (pozostały) obszar włączono do nowo utworzonej gromady Szczecinek tamże.